# Episodi di Polizeiinspektion 1 (nona stagione)
La nona stagione della serie televisiva Polizeiinspektion 1 è stata trasmessa in anteprima in Germania dalla ARD tra il 7 ottobre 1986 e il 30 dicembre 1986.
| nº | Titolo originale                | Titolo italiano | Prima TV Germania | Prima TV Italia |
| -- | ------------------------------- | --------------- | ----------------- | --------------- |
| 1  | Kinder, Kinder                  | inedito         | 7 ottobre 1986    | inedito         |
| 2  | Der wunde Punkt                 | inedito         | 14 ottobre 1986   | inedito         |
| 3  | Zug um Zug                      | inedito         | 21 ottobre 1986   | inedito         |
| 4  | Kavaliersstart                  | inedito         | 28 ottobre 1986   | inedito         |
| 5  | Bodo's exklusive Automobilunion | inedito         | 4 novembre 1986   | inedito         |
| 6  | Schnelles Geld                  | inedito         | 11 novembre 1986  | inedito         |
| 7  | Moralische Verpflichtung        | inedito         | 18 novembre 1986  | inedito         |
| 8  | Verständigungsprobleme          | inedito         | 25 novembre 1986  | inedito         |
| 9  | Ein gewisses Alter              | inedito         | 2 dicembre 1986   | inedito         |
| 10 | Alles inklusive                 | inedito         | 9 dicembre 1986   | inedito         |
| 11 | Südlich vom Hindukusch          | inedito         | 16 dicembre 1986  | inedito         |
| 12 | Der letzte Held                 | inedito         | 23 dicembre 1986  | inedito         |
| 13 | Ausgewählte Kundschaft          | inedito         | 30 dicembre 1986  | inedito         |